# Massimo Brambati
Massimo Brambati (Milão, 29 de junho de 1966) é um ex-futebolista profissional italiano que atuava como defensor.

## Carreira
Massimo Brambati se profissionalizou no Torino.

## Seleção
Massimo Brambati integrou a Seleção Italiana de Futebol nos Jogos Olímpicos de 1988, de Seul.

## Títulos
Bari
- Mitropa Cup: 1990